# النمرية (البحيرة)
قرية النمرية هي إحدى القرى التابعة لمركز أبو المطامير في محافظة البحيرة في جمهورية مصر العربية. حسب إحصاءات سنة 2006، بلغ إجمالي السكان في النمرية 22056 نسمة، منهم 10992 رجل و11064 امرأة.